# Quentin Maceiras
Quentin Maceiras (Sion, 10 ottobre 1995) è un calciatore svizzero, difensore della Puskás Akadémia.

## Carriera
Ha giocato nella prima divisione svizzera.

## Palmarès

### Club

#### Competizioni nazionali
- Campionato svizzero: 2

Young Boys: 2020-2021, 2022-2023
- Coppa Svizzera: 1

Young Boys: 2022-2023